# Cèsar Bravo
César Bravo Gil (Barcelona, 14 de maig de 1981), és un jugador de bàsquet català. Mesura 2,00 metres i ocupa la posició d'aler.

## Carrera esportiva
Es va formar com a jugador de bàsquet en les categories inferiors del FC Barcelona, on durant diverses temporades va estar alternant l'equip vinculat de l'EBA amb el de l'ACB. Durant la seva etapa com a barcelonista va aconseguir els títols més importants que adornen el seu palmarès: un campionat de la lliga ACB, una Copa del Rei i un campionat de l'Eurolliga, tots ells aconseguits durant la temporada temporada 2002-03, tot i que la seva aportació a la consecució dels títols va ser molt minsa degut als pocs minuts de què va gaudir.
La temporada 2003-04, després de disputar un únic partit amb el FC Barcelona, fitxà pel Leche Río Breogán també de l'ACB, amb el qual disputà un total de 12 partits en tota la temporada.
La temporada 2004-2005 fitxà per un altre equip ACB, el Ricoh Manresa, on la seva aportació tampoc no fou molt destacada, finalitzant amb 24 partits jugats i una mitjana de 2,5 punts i 1,75 rebots per encontre.
La temporada següent decidí fitxar pel Ciudad de Huelva de la lliga LEB on hi romangué durant dues temporades. La primera d'elles la va passar en blanc per una fractura al tendó d'aquiles i en la segona acabà relegat molts minuts a la banqueta, motiu pel qual la temporada 2007-08 decidí firmar per un conjunt d'una categoria inferior i fitxà pel Qalat Cajasol de la Leb de Plata.
La seva bona participació en l'equip andalús li va servir durant la pretemporada 2008-09 per firmar un contracte de prova per un mes amb el Càceres 2016 Basket de la LEB Oro, que va prorrogar dos mesos més al seu venciment, de manera que va iniciar la temporada com a membre de la plantilla del conjunt extremeny, que abandonaria després de la disputa de la vuitena jornada de la temporada regular, ja que el Càceres 2016 va decidir no renovar-li el seu contracte temporal.

## Trajectòria professional
- Categories inferiors del Grup Barna i del FC Barcelona
- 1999-00 EBA FC Barcelona
- 2000-01 EBA i ACB (4 partits) FC Barcelona
- 2001-02 EBA i ACB (2 partits) FC Barcelona
- 2002-03 EBA i ACB (22 partits) FC Barcelona
- 2003-04 ACB FC Barcelona (1 partit)
  - 2003-04 ACB Leche Río Breogán (12 partits)
- 2004-05 ACB Ricoh Manresa (24 partits)
- 2005-07 LEB Club Baloncesto Ciudad de Huelva
- 2007-2008 LEB Plata Qalat Cajasol
- 2008: LEB Oro Càceres 2016 Basket
- 2009: LEB Plata Wtc Almeda Park Cornellà

## Palmarès
- 1996-97 Campió d'Espanya Cadet amb el FC Barcelona.
- 1997-98 Campió d'Espanya Júnior amb el FC Barcelona.
- 1998-99 Campió d'Espanya Júnior amb el FC Barcelona.
- 2002-03 Campió de la lliga ACB amb el FC Barcelona.
- 2002-03 Campió de la Copa del Rei amb el FC Barcelona.
- 2002-03 Campió de l'Eurolliga amb el FC Barcelona.